# Frithjof Ulleberg
Frithjof Ulleberg, född 10 september 1911 i Kristiania, död 31 januari 1993 i Oslo, var en norsk fotbollsspelare.
Han blev olympisk bronsmedaljör i fotboll vid sommarspelen 1936 i Berlin.